# Vlagyimir Alekszejevics Rizskin
Vlagyimir Alekszejevics Rizskin (oroszul: Владимир Алексеевич Рыжкин; 1930. december 29. – 2011. május 19.) olimpiai bajnok szovjet válogatott orosz labdarúgó, hátvéd.

## Pályafutása

### Klubcsapatokban
A moszkvai Metallurg csapatában nevelkedett, majd a Minszk játékosa lett. 1951-ben-ben szerződött a CDKA Moszkvához. Egy évvel később a csapatot feloszlatták, Rizskin pedig a MVO Moszkvában, majd a Gyinamo Moszkvában folytatta pályafutását. Utóbbi csapattal háromszor nyert bajnoki címet és egyszer Szovjet Kupát, az ott töltött kilenc szezon alatt 119 bajnokin 21 alkalommal volt eredményes. Pályafutását 1962-ben fejezte be a Daugava Rigában, majd 1963 és 1991 között diplomáciai futárként dolgozott.

### A válogatottban
1956 és 1957 között öt alkalommal lépett pályára a szovjet válogatottban, tagja volt az 1956-os olimpián aranyérmet szerző csapatnak is.

## Sikerei, díjai
Gyinamo Moszkva
- Szovjet bajnok: 1954, 1955, 1957
- Szovjet Kupa-győztes: 1953